# Dana Gillespie
Dana Gillespie (* 30. března 1949 Woking) je anglická zpěvačka. Kariéru zahájila v polovině šedesátých let jako teenager. V roce 1965 například vydala singl „Thank You Boy“, jehož producentem byl Jimmy Page. Své první album nazvané Foolish Seasons vydala roku 1967. Roku 1972 zpívala doprovodné vokály na albu The Rise and Fall of Ziggy Stardust and the Spiders from Mars zpěváka Davida Bowieho. Rovněž hrála Marii Magdalenu v prvním uvedení muzikálu Jesus Christ Superstar.